# Joachim Wilhelm von Hertzberg
Joachim Wilhelm von Hertzberg (* 1704 in Lottin; † 3. September 1759 bei Kunersdorf) war ein preußischer Oberst und Kommandeur des Infanterieregiments „von Finck“.

## Leben

### Herkunft
Seine Eltern waren Ewald Lorenz von Hertzberg (1658–1713) und dessen Ehefrau Lucretia Rahel von Hertzberg († 1744).

### Militärkarriere
Hertzberg ging mit seinem Bruder Caspar Detlaff (* 1684) zunächst mit einem brandenburgisch-preußischen Bataillon in den Dienst des Herzogs von Savoyen. Aber 1725 wechselte er in die preußische Garde und wurde Adjutant des Königs Friedrich Wilhelm I. Unter Friedrich II. wurde er zunächst Kapitän im Infanterieregiment Nr. 33 und am 4. Juli 1744 Major. Während des Zweiten Schlesischen Krieges wurde Hertzberg Kommandeur eines Grenadierbataillons, das sich aus den Kompanien der Infanterieregimenter „Jung-Schwerin“ und Nr. 33 zusammensetzte. Im Jahr 1751 wurde er als Major in das Infanterieregiment „Darmstadt“ versetzt und dort am 22. Mai 1752 zum Oberstleutnant und bereits am 17. Juli 1755 zum Oberst befördert.
Im Siebenjährigen Krieg kämpfte Hertzberg bei Reichenberg und Prag. Während des preußischen Rückzuges bildete das Regiment die Nachhut. Dabei konnte bei Gieshübel ein Korps Panduren geschlagen werden. Danach befehligte er ein kleines Korps in Schlesien. In der Schlacht bei Kunersdorf am 25. August 1759 stürmte Hertzberg an der Spitze seines Regiments die russischen Batterien und erhielt einen Schuss in den Kopf. Er starb am 3. September 1759 an den Folgen seiner schweren Verletzung.

### Familie
Hertzberg war mit Charlotte Amalie von Sack aus dem Haus Vietenitz verheiratet. Die Ehe blieb kinderlos.